# Instruccions d'Amenemope
Instruccions d'Amenemope o Ensenyaments d'Amenemope és una obra literària de l'antic Egipte del gènere sebayt en què l'escriba Amenemope, fill de Kanajt, dona al seu fill consells d'honradesa, autodomini i amabilitat, i li explica com assolir aquestes metes en la vida allunyant-se dels aduladors i dipositant tota la confiança en els déus per a tenir una vida feliç.
Consta d'una introducció, trenta capítols en forma de proverbis i un colofó. Sembla datar de finals de la Dinastia XIX o primeria de la XX, tot i que les còpies conservades són posteriors. És una de les obres mestres de la literatura egípcia.

## Descripció
Amb aquesta llarga obra, el gènere instructiu arriba a la culminació. El seu valor no rau pas en la riquesa de temes, menor que la de Les Màximes de Ptahhotep, sinó en la qualitat dels valors. Abans se suposava que pensar i obrar correctament tindria una recompensa: ara Amenemope considera que cal fer-ho sense esperar-ne cap.
Igual que Ptahhotep, afirma que l'individu ideal no és el guerrer, sinó la persona de pau que s'esforça a prosperar i és generosa amb les altres. Aquesta persona ideal és modesta, tranquil·la i amable amb la gent, i humil davant les deïtats. No és perfecta, perquè la perfecció és una virtut divina i no humana.
Les Instruccions ens han arribat senceres, amb algunes versions conservades en diferents museus. Aquesta varietat en demostra la popularitat en l'Antic Egipte.
L'egiptòleg Francis Llewellyn Griffith (1862 – 1934) opinava que, segons l'escriptura i l'ortografia del Papir BM 10.474, és un text de la Dinastia XXV, i que les tauletes conservades a Torí són posteriors. La composició original data del període de Ramsés II, entre les dinasties XIX i XX.

## Característiques literàries
Escrit amb caràcters hieràtics, és el poema més antic conegut amb capítols numerats. El text apareix amb línies separades, la qual cosa és inusual, i cada capítol té un nombre distint de versos, que són lliures, sense rima ni mesura determinades, amb contrastos i similituds; és un text molt elaborat. Hi predominen tres temes: la tranquil·litat, l'honestedat i el destí.

## LesInstruccions d'Amenemopei elLlibre dels proverbis
El text sembla del període de Ramsés II. El coneixement d'Egipte que es reflecteix en la Bíblia és el resultat dels contactes realitzats en aquesta època, i es considera una prova suficient d'aquests vincles els fragments de les Instruccions d'Amenemope que apareixen en el Llibre dels proverbis de l'Antic Testament.

## Data de publicació
El text més complet de les Instruccions d'Amenemope és el Papir 10474, adquirit el 1888 per Ernest Wallis Budge i que encara es conserva hui en el Museu Britànic. Fa 3,7 m de llargada i 250 mm d'amplada, i té un Calendari de dies de la sort i la mala sort copiat al revers. El 1888, Peter le Page Renouf (1822 - 1897) l'esmenta com un «notable papir» i en fa una primera comparació amb els passatges bíblics. La publicació dels papirs s'ajornà trenta-cinc anys, perquè Budge s'havia dedicat a altres obres com ara el Llibre dels Morts. El 1922 publicà una breu ressenya del text en un estudi acadèmic francés. El text hieràtic complet es publicà el 1923 com a Facsímils de papirs hieràtics egipcis del Museu Britànic. En la seua obra Teaching of Amen-Em-Apt, Són of Kanekht, del 1924, fa una comparança entre el text egipci i el Llibre dels proverbis.
Segons Griffith, que revisà la traducció de Budge el 1926, la traducció és difícil perquè té expressions artificials, paraules estranyes i modismes propis. Lichtheim el 1976 i Brunner el 1991 en feren noves traduccions a l'anglés de millor qualitat.

## Exemples de fragments en català
| «                              | :Millor és una faneca que dona Déu que cinc mil amb injustícia. | » |
| — Instruccions d'Amenemope, VI |                                                                 |   |

| «                                | :Si el pobre et deu molt divideix-ho en tres parts: perdona'n dues i deixa'n només una. Açò, ja ho veuràs, és el millor de la vida; de llavors ençà dormiràs bé i de matí tot et semblarà meravellós; perquè és millor ser valorat per amor al pròxim que tenir riqueses amuntegades; millor assaborir el pa amb bona consciència que tenir riqueses carregades de retrets. | » |
| — Instruccions d'Amenemope, XII. | |   |

| «                               | :No permetes que el poderós t'ensiborne a oprimir el feble, en benefici seu. | » |
| — Instruccions d'Amenemope, XX. |                                                                              |   |

| «                               | :L'ésser humà és argila i palla, Déu n'és l'arquitecte. Ell destrueix i construeix cada dia, crea mil inferiors al seu gust, converteix mil persones en supervisores si és el seu moment de la vida. Com gaudeix aquell que ha assolit el Ponent i és estalvi en la mà de Déu! | » |
| — Instruccions d'Amenemope, XXV | |   |

| «                                 | :No et burles del cec ni ridiculitzes el nan, no tanques el pas a l'esguerrat, no et rigues d'aquell a qui Déu emmalaltí, ni crides si s'enganya. | » |
| — Instruccions d'Amenemope, XXVI. | |   |